# Tierfutterskandal (2007)
Der Tierfutterskandal 2007 wurde durch Tierfutter für Hunde und Katzen ausgelöst, in dem mit Melamin verunreinigtes Weizengluten verarbeitet worden war. Durch das Melamin sollte ein höherer Eiweißgehalt in dem Gluten vorgetäuscht werden. Betroffen waren Futtermittel, die in den USA und Kanada verkauft wurden und in denen Gluten chinesischen Ursprungs verarbeitet worden war. Der daraufhin ausgelöste Rückruf von Tiernahrung stellte den größten Produktrückruf in der Geschichte der USA dar.

## Hintergrund
Im September 2006 wurden verunreinigtes Weizengluten aus China durch das in Las Vegas ansässige Unternehmen ChemNutra, Inc. in die USA eingeführt. Weiterverarbeitet wurde es im November 2006 in zwei Werken des kanadischen Futtermittelherstellers Menu Foods für die Produktion von Heimtiernahrung. Das Gluten stammte von dem chinesischen Unternehmen Zuzhou Anying Biolic Technology Development Company.
Nachdem im Februar 2007 erste Meldungen über Haustiere, die nach dem Verzehr bestimmter Futtermittel erkrankten, beim Hersteller Menu Foods eingingen, führte dieser Fütterungsversuche mit Versuchstieren durch. Hierbei konnten auch bei den Versuchstieren Krankheitserscheinungen beobachtet werden. Menu Foods ließ daraufhin Futtermittelproben in einem Labor der Cornell-Universität und im New York State Food Laboratory untersuchen. Außerdem veröffentlichte das Unternehmen am 16. März 2007 einen freiwilligen USA-weiten Rückruf für bestimmte Chargen von Hunde- und Katzenfutter, die in der Zeit zwischen dem 3. Dezember 2006 und dem 6. März 2007 in den zwei betroffenen kanadischen Werken produziert worden waren. Dieser Rückruf betraf insgesamt 60 Millionen Packungen Feuchtfutter, das unter fast 100 verschiedenen Markennamen verkauft worden war, darunter auch Premium-Marken wie Iams und Eigenmarken verschiedener Supermarkt-Ketten. Obwohl von dem Rückruf nur etwa 1 Prozent des im US-Markt verfügbaren Haustierfutters betroffen war, handelte es sich um einen der größten Produktrückrufe in der Geschichte der USA.
Am 21. März 2007 bestätigte die in den USA für die Kontrolle von Futtermitteln zuständige Behörde, die U.S. Food and Drug Administration (FDA), den Tod von 14 Tieren nach dem Verzehr des betroffenen Futters; bei 5 Tieren handelte es sich um privat gehaltene Haustiere, bei den anderen 9 um Versuchstiere von Menu Foods, die bei den Fütterungsversuchen verendet waren. Die genaue Ursache für die beobachteten Nierenerkrankungen konnte zunächst nicht ausgemacht werden. Menu Foods veröffentlichte bereits am 21. März 2007 den Verdacht, dass Weizengluten, das in den betroffenen Produkten zur Andickung der Soße verwendet wurde, als wahrscheinliche Ursache für Nierenversagen ausgemacht wurde.
Zwei Tage später veröffentlichte das New York State Food Laboratory, dass in Futterproben Aminopterin, ein Rattengift und Zytostatikum, gefunden worden war. Es bestanden von Anfang an Zweifel, ob diese Verunreinigung tatsächlich die Ursache für die beobachteten Krankheiten sein könnte, da die beschriebenen Symptome nicht zu den bekannten Nebenwirkungen von Aminopterin passten.
Am 24. März weitete Menu Foods den Rückruf auf zahlreiche weitere betroffene Produkte aus, wobei diesmal sämtliche vorrätigen Produkte und nicht nur bestimmte Chargennummern zurückgerufen wurden. Am 30. März 2007 gab die FDA bekannt, dass Melamin aus Weizengluten als mögliche Ursache für die beobachteten Erkrankungen ausgemacht wurde, und verhängte ein USA-weites Importverbot für Gluten des chinesischen Herstellers Xuzhou Anying Biologic Technology Development, aus dessen Produktion die verunreinigte Lieferung stammte, und ordnete an, alle Lieferungen von Gluten in die USA auf Melamin zu untersuchen. Gleichzeitig wurde bekannt gegeben, dass neben Feuchtfutter auch Trockenfutter betroffen sein könnte. Weitere Hersteller von Tierfutter, darunter Hill’s Pet Nutrition, Del Monte und Nestlé Purina riefen daraufhin ebenfalls Nass- und Trockenfutter zurück.

## Anzahl betroffener Haustiere
Die Berichterstattung in den Medien über die Kontamination des Tierfutters und die daraus resultierenden Erkrankungen bei Haustieren lösten unter Tierhaltern in den USA und Kanada eine große Verunsicherung aus. Die Angaben zu der Anzahl von Erkrankungen und Todesfällen unter Haustieren sind zum Teil widersprüchlich, da zahlreiche Besitzer Fälle meldeten, bei denen im Nachhinein kein sicherer kausaler Zusammenhang zur Verfütterung von mit Melamin verunreinigtem Futter hergestellt werden konnte.
Während das Veterinary Information Network die Zahl der betroffenen Tiere auf 30.000 bis 50.000 schätzt, registrierte die Tierschutzorganisation PetConnection, die bereits am 18. März eine Online-Datenbank eingerichtet hatte, bei der sich betroffene Tierhalter registrieren konnten, 4.867 Todesfälle. Bei der FDA, der für die Kontrolle von Tiernahrung zuständigen US-Behörde, gingen insgesamt über 17.000 Meldungen zu erkrankten Tieren ein, darunter 3.150 Todesfälle bei Hunden und Katzen, bei denen Besitzer oder Tierärzte einen Zusammenhang zwischen der Erkrankung und der Verfütterung des verunreinigten Futters vermuteten.
Bei der American Association of Veterinary Laboratory Diagnosticians (AAVLD), die für eine Studie Meldungen von amerikanischen und kanadischen Tierkliniken und Laboren auswertete, wurden 347 Fällen von Nierenversagen, davon 235 Fälle bei Katzen und 112 Fälle bei Hunden registriert, bei denen die Erkrankung eindeutig auf die Verfütterung des kontaminierten Futters zurückzuführen war. Dabei gab es Mortalitätsrate von 61 % bei Katzen und von 74 % bei Hunden.
Die tatsächliche Zahl der durch das mit Melamin belasteten Tierfutter erkrankten und verstorbenen Tiere ist bis heute unbekannt.

## Pathophysiologie der Melaminvergiftung

Melaminmolekül

Melamin (grün) und Cyanursäure (rot) bilden durch Wasserstoffbrückenbindungen (blau gepunktet) unlösliche Kristalle

Melamin (2,4,6-Triamino-s-triazin) ist eine heterocyclische aromatische Verbindung mit hohem Stickstoffanteil. Die farblose Substanz wird als Rohstoff für die Herstellung von Melaminharzen verwendet, die für die Produktion von Klebstoffen und Duroplasten eingesetzt werden. Weiterhin wird Melamin für Oberflächenbeschichtungen von Kochutensilien und aufgrund seines hohen Stickstoffgehaltes auch als Dünger eingesetzt.
Bei der in der Lebensmittelanalytik gängigen Proteinbestimmung nach Kjeldahl wird der Stickstoffgehalt einer Probe bestimmt und daraus rechnerisch auf deren Proteingehalt zurückgeschlossen. Der hohe Stickstoffanteil des Melamin täuscht bei Analysen einen höheren Eiweißgehalt der Probe vor, weshalb es eingesetzt wurde, um eiweißhaltige Rohstoffe und Nahrungsmittel zu strecken.
Melamin selbst weist nur eine geringe Toxizität auf. Nachdem in mehreren Futterproben Melamin nachgewiesen worden war, konnte man sich deshalb zunächst den Pathomechanismus der beobachteten Erkrankungen nicht erklären. Erst mit dem Nachweis von Cyanursäure in dem betroffenen Futterproben, die als Abbauprodukt von Melamin entsteht, konnte die Entstehung der Niereninsuffizienz durch das Melamin erklärt werden. Die beiden Stoffe bilden in Kombination miteinander Wasserstoffbrückenbindungen aus, wodurch unlösliche Kristalle entstehen, die in den Nierentubuli oder im Nierenbecken ausfallen. Die Nierentubuli werden dadurch verlegt und geschädigt, wodurch es zu einem Nierenversagen kommen kann.
In der Veterinärmedizin wird die mit der Melaminintoxikation einhergehende Niereninsuffizienz als melamine-associated renal failure (MARF) bezeichnet. Patho-histologisch lässt sich in den betroffenen Organen eine chronische interstitielle Fibrose nachweisen.

## Auswirkungen auf Nahrungsmittel für Menschen
Ein geringer Anteil des verunreinigten Glutens wurde auch für die Produktion von Futter für Nutztiere und Fische verwendet. Das Fleisch der damit gefütterten Tiere wurde zur Herstellung menschlicher Nahrung verwendet. Experten sahen in dem Verzehr dieser Lebensmittel aber nur ein sehr geringes Risiko für Konsumenten. Trotzdem wurden auch diese Nahrungsmittel zurückgerufen und vernichtet.
Im Jahr 2008 erkrankten in China Säuglinge an Nierensteinen und Nierenversagen, nachdem sie mit durch Melamin gestrecktem Milchpulver gefüttert worden waren. Von diesem als chinesischem Milchskandal bekannt gewordenen Nahrungsmittelbetrug waren fast 300.000 Kinder betroffen.

## Juristische Konsequenzen
In den USA verklagten mehr als 250 Tierhalter das Unternehmen Menu Foods auf Schadensersatz und es wurden mehr als 100 Sammelklagen eingereicht.
Im Rahmen eines gerichtlichen Vergleichs einigte man sich darauf, dass Menu Foods zusammen mit anderen betroffenen Futtermittelherstellern 24 Millionen US-Dollar für Entschädigungszahlungen zur Verfügung stellte. Etwa die Hälfte dieses Geldes wurde an Tierhalter ausbezahlt, deren Tier durch das verunreinigte Futter erkrankt war. Auch Tierhalter, die ihr Tier vorsorglich von einem Tierarzt hatten untersuchen lassen, konnten diese Kosten gelten machen, selbst wenn keine Erkrankung festgestellt wurde. Insgesamt wurden damit in 20.229 Fällen aus den USA und Kanada eine Entschädigung gezahlt.
Das Unternehmen ChemNutra Inc. wurde im Februar 2010 durch den U.S. District Court von New Jersey zu einer Geldstrafe in Höhe von 35.000 US-Dollar verurteilt. Die beiden Unternehmenseigentümer wurden zu einer Strafe in Höhe von je 5.000 US-Dollar und zu einer Bewährung von 3 Jahren verurteilt. Außerdem hatte sich das Unternehmen bereits vorher schon in unbekannter Höhe an dem Schadensersatz-Fund der Futtermittelindustrie beteiligt.